# Anna Genoveva van Bourbon-Condé

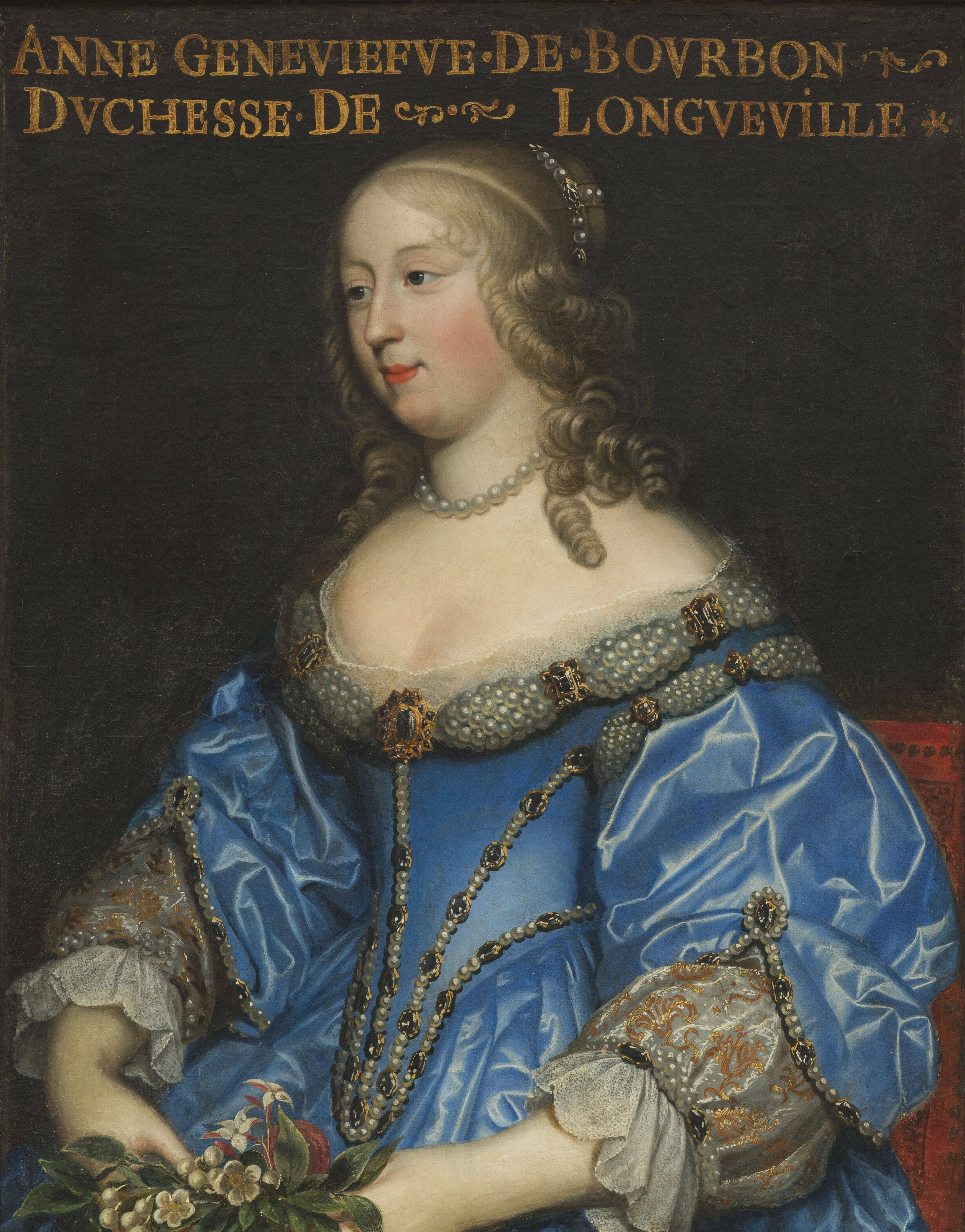
Anna Genoveva van Bourbon

Anna Genoveva van Bourbon (Frans: Anne Genéviève de Bourbon) (Vincennes, 28 augustus 1619 — Parijs, 15 april 1679), hertogin van Longueville, was een Franse prinses. Zij speelde een belangrijke politieke rol tijdens de twee burgeroorlogen in Frankrijk die bekend staan als La Fronde. In haar latere leven was ze een beschermvrouwe van de jansenistische stroming binnen de Rooms-Katholieke Kerk.

## Jeugd en opvoeding
Anna Genoveva van Bourbon was de enige dochter van Hendrik II van Bourbon-Condé en Charlotte Margaretha van Montmorency. Zij werd geboren in de gevangenis van het Kasteel van Vincennes. Haar ouders waren daar opgesloten omdat ze zich hadden teweergesteld tegen maarschalk D’Ancre. Hij was een gunsteling van koningin-weduwe Maria de' Medici, op dat moment regentes voor haar zoon Lodewijk XIII.
Ze bracht haar jeugd door in een karmelietessenklooster in Parijs, waar ze streng werd opgevoed. Haar familie was betrokken bij verzet tegen de macht van de kroon en haar oom, de hertog van Montmorency, werd in 1632 op last van kardinaal de Richelieu geëxecuteerd. Haar ouders verzoenden zich echter later met de kardinaal. In 1635 verliet Anna Genoveva het klooster waar ze was opgevoed. Ze had al snel een prominente plaats in de vrolijke intellectuele en literaire kring rondom de markiezin de Rambouillet. Zij trouwde in 1642 met de veel oudere Hendrik II van Orléans, hertog van Longueville en gouverneur van Normandië.

## Rol tijdens de Fronde
Toen kardinaal Richelieu in 1642 stierf nam de invloed van Anna Genoveva’s familie toe. Haar vader Henri van Bourbon werd voorzitter van de raad van regentschap voor de minderjarige koning Lodewijk XIV. Haar broer, Lodewijk II van Bourbon-Condé (bekend als 'de Grote Condé') behaalde in 1643 een belangrijke militaire overwinning in de Slag bij Rocroi. Zij werd zelf voor het eerst politiek invloedrijk in 1646 toen haar man het Franse gezantschap leidde bij de onderhandelingen voor de Vrede van Westfalen. Rond deze tijd begon ze ook een relatie met François de La Rochefoucauld, die via haar invloed wist uit te oefenen op haar broer en haar vader. La Rochefoucauld beschouwde zich als de biologische vader van haar jongste zoon Charles-Paris, de relatie duurde tot 1651.
De hertogin van Longueville was een gezworen tegenstander van eerste minister kardinaal Mazarin. Ze was een drijvende kracht achter de opstand van 1648 (de eerste) La Fronde en wist haar jongere broer Armand van Bourbon-Condé en haar man te bewegen zich hierbij aan te sluiten. Haar oudere broer bleef loyaal aan de koningsgezinde partij en wist de opstand te onderdrukken. Zij was grotendeels verantwoordelijk voor de tweede Fronde in 1649. Het is voornamelijk door haar inzet dat nu ook haar oudste broer, de Grote Condé, en Henri de La Tour d’Auvergne, burgraaf van Turenne, zich bij de opstand aansloten. De tweede Fronde eindigde in 1653 met de nederlaag van de opstandelingen maar Anna Genoveva kreeg amnestie.

## Jansenisme
De hertogin de Longueville trok zich na het falen van de Fronde terug in Normandië. Zij raakte meer en meer geïnteresseerd in godsdienst, vooral in het jansenisme, en correspondeerde met de paus. Zij was de belangrijkste beschermvrouwe van het nonnenklooster Port-Royal des Champs, het hart van de jansenistische beweging. Pas in 1663 keerde ze terug naar Parijs. De laatste jaren van haar leven verslechterde haar gezondheid; na de dood van haar jongste zoon Charles-Paris ging ze weer in het karmelietessenklooster wonen waar ze was opgegroeid. Zij overleed in 1679; haar begrafenis was een grootse plechtigheid. Op haar verzoek werd haar hart begraven in Port Royal.

## Kinderen

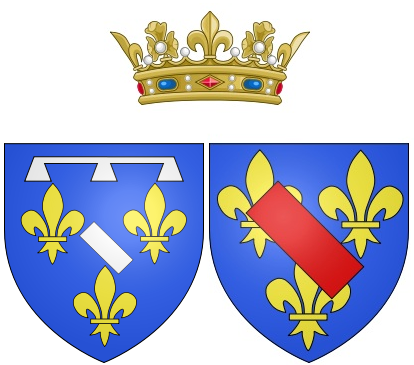
Wapen van der hertogin van Longueville.

1. Jean Louis Charles d'Orléans, hertog van Longueville (1646-1694) - deed afstand van zijn titels en trad toe tot de jezuïeten
2. Charles-Paris d'Orléans, hertog van Longueville (1649-1672), op 16 juni 1672 gesneuveld in de Slag bij Tolhuis.